# Солігорськ
Соліго́рськ (біл. Салігорск) — місто, адміністративний центр Солігорського району, Мінська область, Білорусь. Населення становить 106 503 осіб (2016).
Солігорськ — великий промисловий центр Білорусі; Старобінське родовище калійних солей — одне з найбільших в Європі.

## Географія
Розташований на берегах річки Случ і Солигорського водосховища в 137 км від Мінська. Тупикова залізнична станція гілки Слуцьк — Солігорськ.

## Історія
Заснований в 1958 році. Перша назва — Ново-Старобінськ.
Солігорськ виник у зв'язку з відкриттям і промисловою розробкою калійної солі в районі сіл Вишнівка, Покровка, Ковальова Лоза, Теслін, Піщанка.
У травні 1958 року було вирішено розпочати будівництво нового комбінату на базі Старобінського родовища і ввести в експлуатацію першу чергу в 1963 році. Будівництво було оголошено Всесоюзним ударним комсомольським будівництвом. Комсомольська організація будівництва налічувала в своїх рядах 1500 осіб.
Станом на 1 січня 1963 року проживало понад 18 тисяч жителів. Указом Президії Верховної Ради БРСР міське селище Солігорськ перетворене в місто.
У 1963 році був зданий в експлуатацію перший калійний комбінат, в 1965 році - другий, в 1969 році - третій, в 1979 році - четвертий, у 2009 році - п'ятий, в 2012 - шостий.

### Динаміка чисельності населення
- 1989 рік - 69 513 осіб;
- 1999 рік - 73 275 осіб;
- 2009 рік - 102 297 осіб;
- 2012 рік - 103 961 осіб;
- 2013 рік - 104 745 осіб (станом на липень місяць);
- 2016 рік - 106 503 осіб.

## Промисловість
Містоутворюючим підприємством є Товариство з обмеженою відповідальністю «Білоруськалій».
Також працюють підприємства: ЗАТ «Солігорський Інститут проблем ресурсозбереження з Дослідним виробництвом», Відкрите акціонерне товариство «Ливарно-механічний завод «Універсал», УПП «Універсал-літ» ВАТ «ЛМЗ Універсал», Унітарне виробниче підприємство "НИВА" С.Г.Романовіча, ЗАТ «Солігорський завод технологічного обладнання», ГО «НВО «Пассат», ТОВ Інститут гірської електротехніки та автоматизації», ТОВ «Пассат».
Легка промисловість представлена фабриками: Відкрите акціонерне товариство «Купалінка», Закрите акціонерне товариство «Калинка».
Харчова промисловість міста: Солігорська філія Відкритого акціонерного товариства «Слуцький сироробний комбінат», Філія «Солігорський хлібозавод» відкритого акціонерного товариства «Борісовхлебпром».
Будівельна галузь: Відкрите акціонерне товариство «Будтрест №3 Ордена Жовтневої Революції»

## Освіта
У місті відкрито 3 гімназії та 10 середніх шкіл.
Також працюють:
- Філія БНТУ «Солігорський державний гірничо-хімічний коледж»
- Установа освіти «Солігорський державний коледж»
- Державна установа освіти «Соціально-педагогічний центр Солігорського району»
- Державна установа «Спеціалізована дитячо-юнацька школа олімпійського резерву №1 м. Солігорськ»
- Державна установа «Солігорський міський диспансер спортивної медицини»

## Медичні заклади
- УЗ «Солігорська центральна районна лікарня»
- ДУ «Солігорський зональний центр гігієни та епідеміології»
- ДУ «Республіканська лікарня спелеолікування» (проїзд Лісовий, 3)

## Культура та мистецтво
З 1977 року при міському Будинку культури працює художній ансамбль «Іскорка».
У місті працюють:
- ДУ «Палац культури м. Солігорська»
- ДУО «Солігорська дитяча школа мистецтв»
- Солігорський краєзнавчий музей
- Державна установа культури «Солігорська районна центральна бібліотека»
- ГУК «Культурно-дозвільний центр Солігорського району»
- Державна установа освіти «Солігорська дитяча музична школа мистецтв»
- ДУО «Солігорська дитяча художня школа мистецтв»

## Спорт
У місті діють спортивні установи:

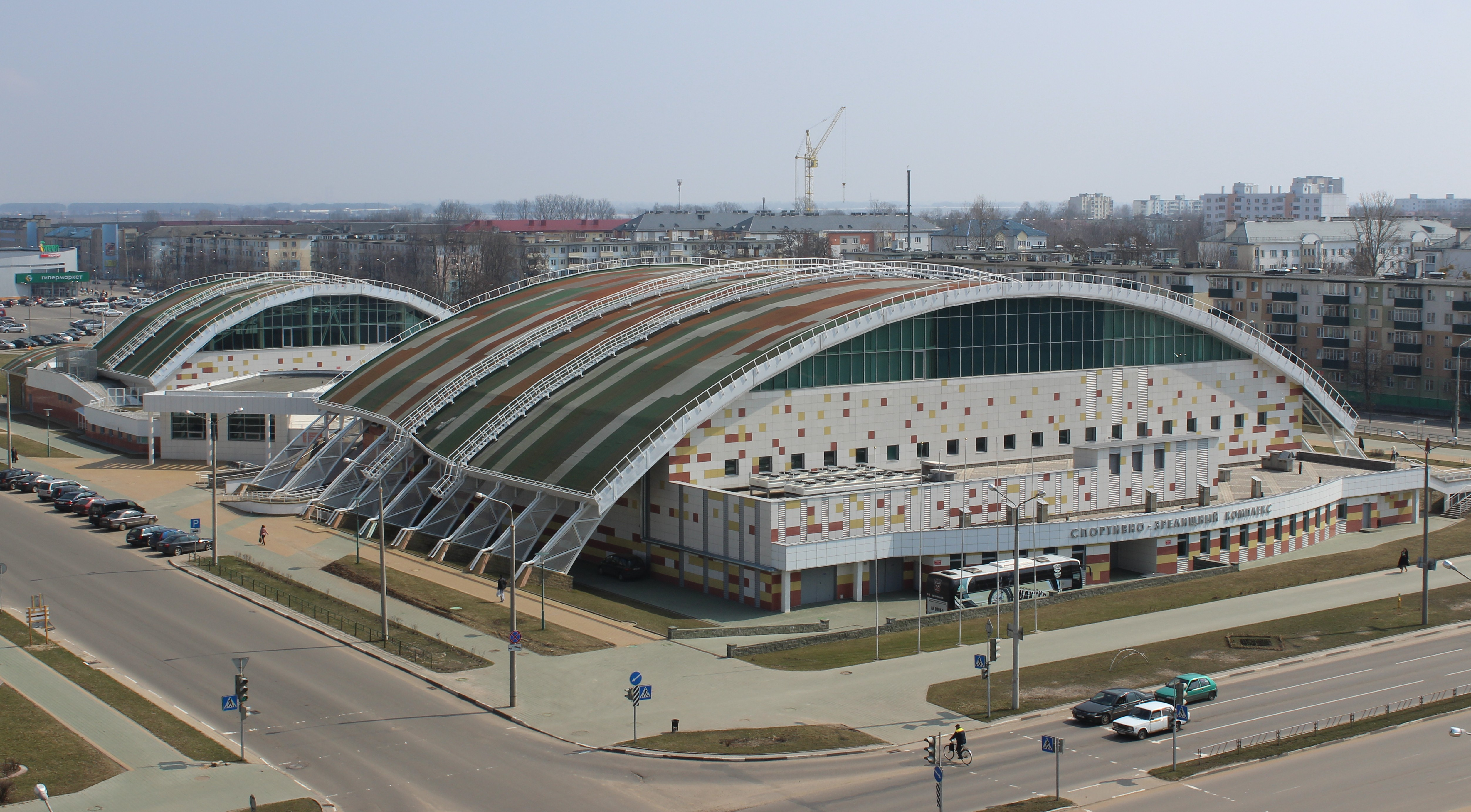
Спортивно-видовищний комплекс

- Державна установа "Солігорська районна дитячо-юнацька спортивна школа з ігрових видів спорту «Шахтар»
- Шахтар (волейбольний клуб, Солігорськ)
- Шахтар (футбольний клуб, Солігорськ)
- Шахтар (хокейний клуб, Солігорськ)
- Спортивно-видовищний комплекс м. Солігорська — ковзанка розміром 29×60 м з трибунами на 1759 місць (проєктом передбачена можливість установки на льоду сцени і 540 додаткових місць для проведення видовищних заходів), універсальний спортивний зал розміром 42×24 м з можливістю додавання збірних трибун на 250 місць, хореографічний та тренажерні зали, 2 сауни з басейном, кафе.

## Готелі[5]
- Готель «Нове Полісся» (вул. Козлова, 33)
- Готель «Алеся» ВАТ «Білоруськалій» (вул. Леніна, 38)

## ЗМІ

### Телерадіомовлення
У Солігорську веде мовлення радіопрограма «Наше радіо».
Перший солігорський телеканал — СОЛТЭК (Солігорський телевізійний експериментальний канал), працював у 90-х роках у кабельній мережі. Якийсь час телеведучим цього каналу працював Леонід Купрідо.
З січня 1999 року працює державний телеканал СТК (виробниче комунальне унітарне підприємство «Солігорський телевізійний канал»).

### Газети
Газета «Шахцёр» виходить з 20 березня 1931 року.
Газета «Солігорський вісник» виходила з 1 січня 1992 року до 7 березня 2007 року як офіційний друкований орган Солігорського району.
Також випускаються:
- Відомча газета «Будівельник Солігорська» трудового колективу ВАТ «Будтрест №3 ордена Жовтневої революції» (перший номер видання був підписаний до друку 1 листопада 1959 року).
- Відомча газета «Калійник Солігорська» ВАТ «Білоруськалій» (з січня 1974 року).
- Недержавна газета «Лідер-прес» (з вересня 1993 року).

## Транспорт
Пасажирські перевезення здійснює Філія «Автобусний парк №1». Єдиний у Республіці Білорусь парк, який працює цілодобово. Щодня виконується 1200 автобусних рейсів.

## Пам'ятки

### Пам'ятник шахтарю-першопрохідцю
Встановлено 28 серпня 1977 року. Розташований на вулиці Козлова, в центрі міста. Автори: архітектори Ткаченко і Блохін, скульптор Геннадій Буралкін. Присвячений працівникам міста — шахтарям. На широкому постаменті - монументальна скульптура. Це фігура шахтаря-першопрохідника, вийшов із забою. Пам'ятник шахтарю-першопрохідцю виготовлений з бетону, всередині він порожній, скульптура облицьована міддю, а техніка облицювання - вибивання по міді. Загальна висота споруди - понад 5 метрів.

### Перший камінь
10 серпня 1958 року біля села Чижевичі пройшов мітинг, присвячений закладці першого символічного каменю нового міста. Зараз цей пам'ятник знаходиться на вул. Ленінського Комсомолу.

### Пам'ятник В. І. Леніну

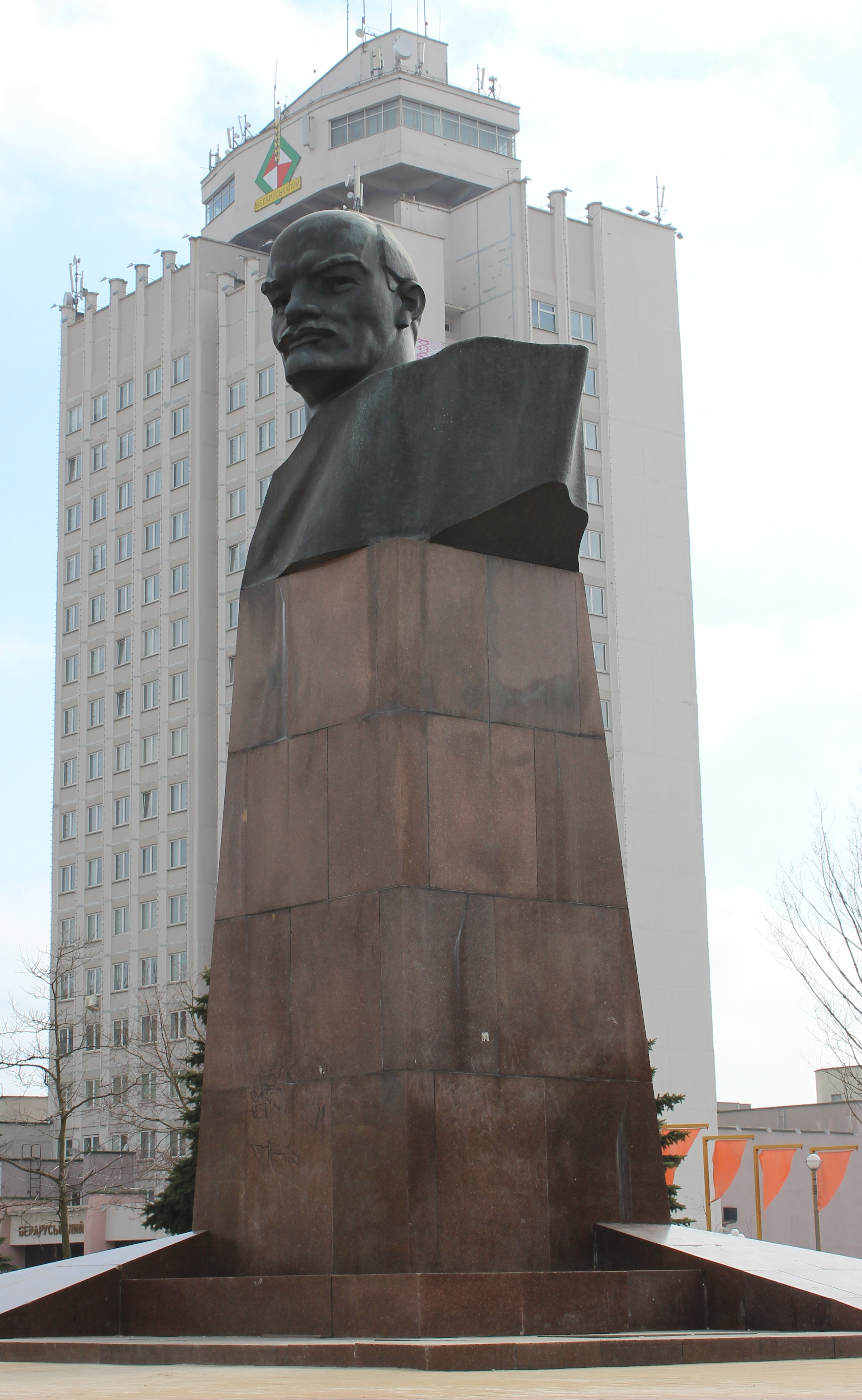
Пам'ятник В. І. Леніну

Пам'ятник виконаний у вигляді бюста встановлено 1980 року на центральній площі міста. Автор: скульптор Бембель Андрій Онуфрійович.

## Галерея

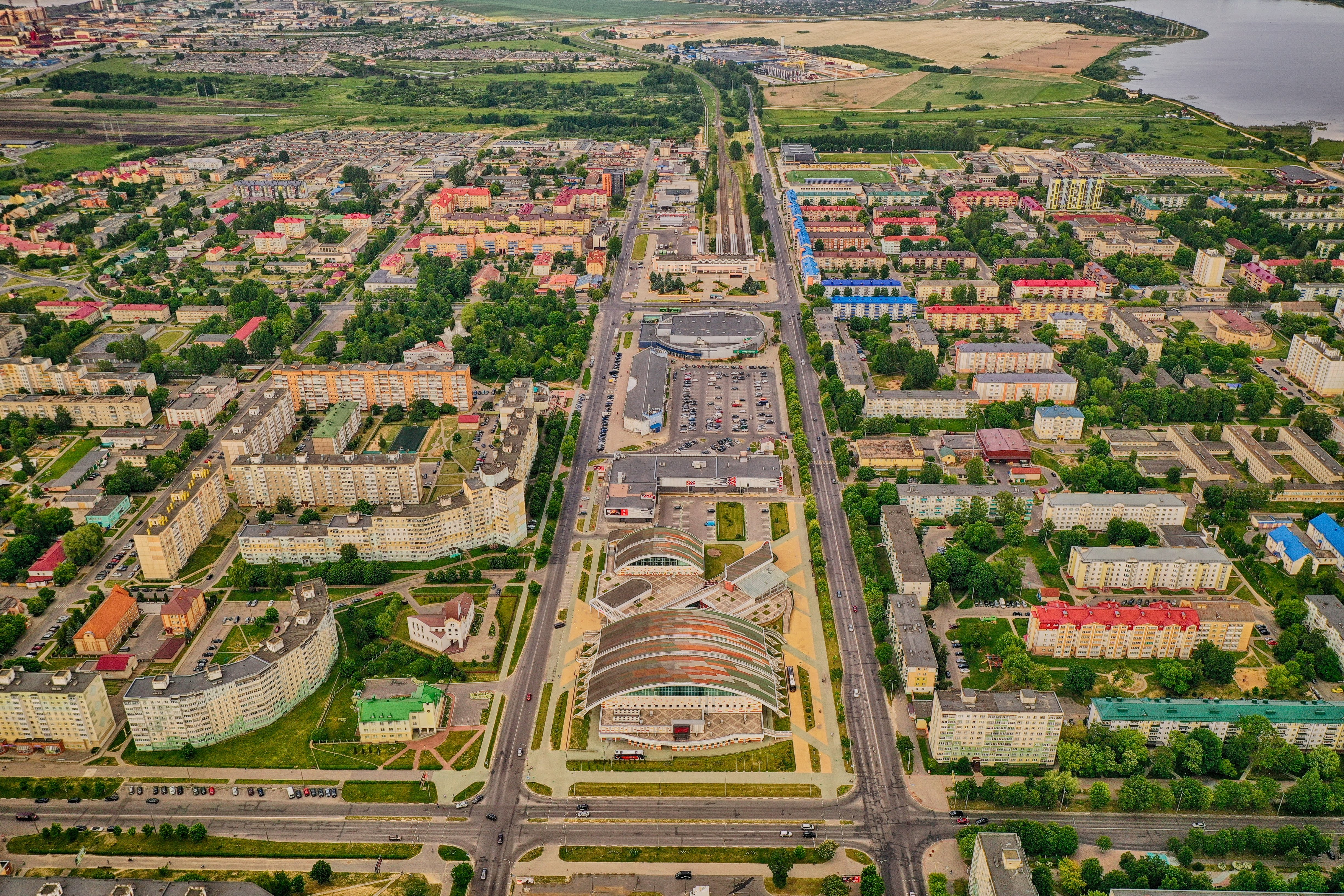
Вид на місто зверху
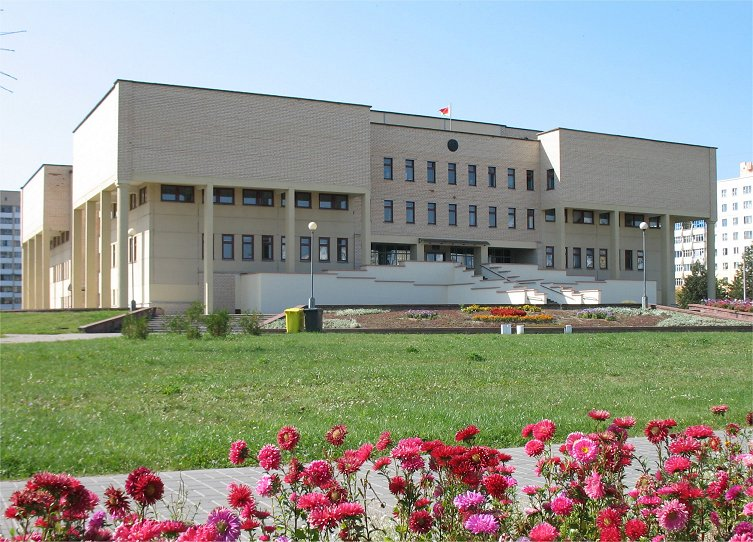
Будівля суду Солігорського району
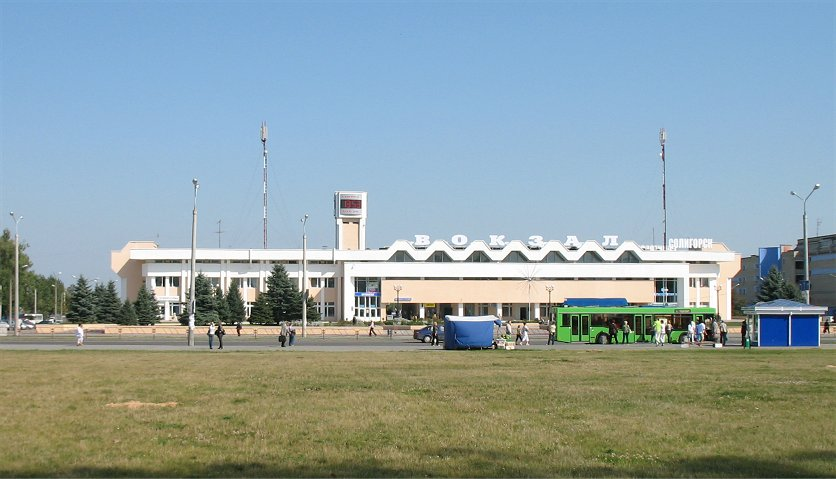
Залізничний вокзал
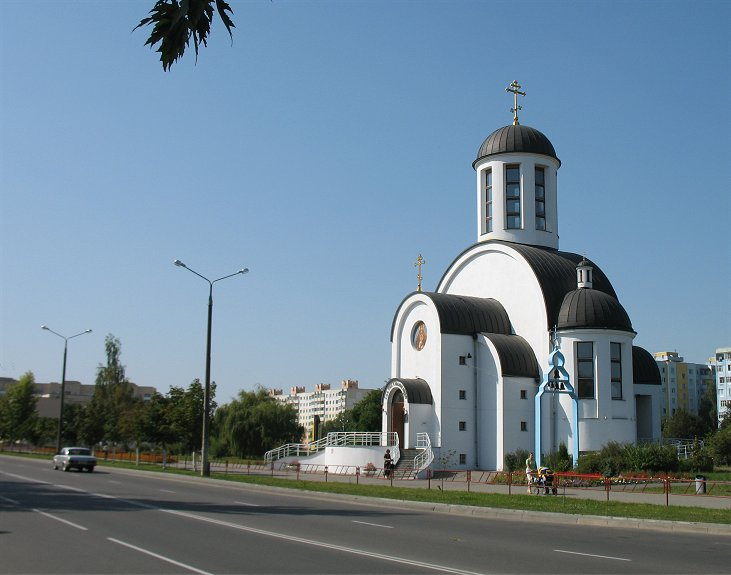
Церква Різдва Богородиці
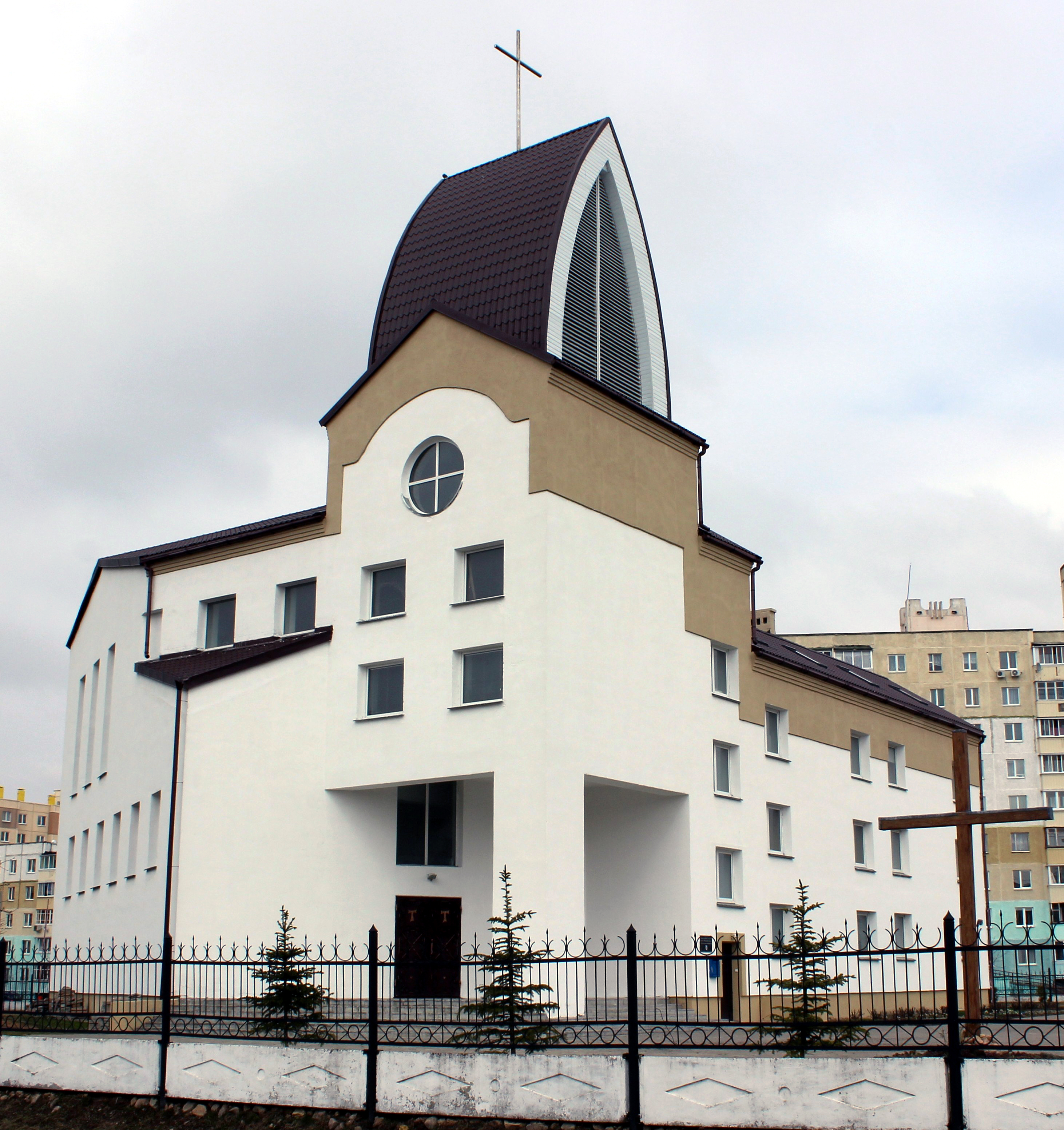
Костел св. Франциска
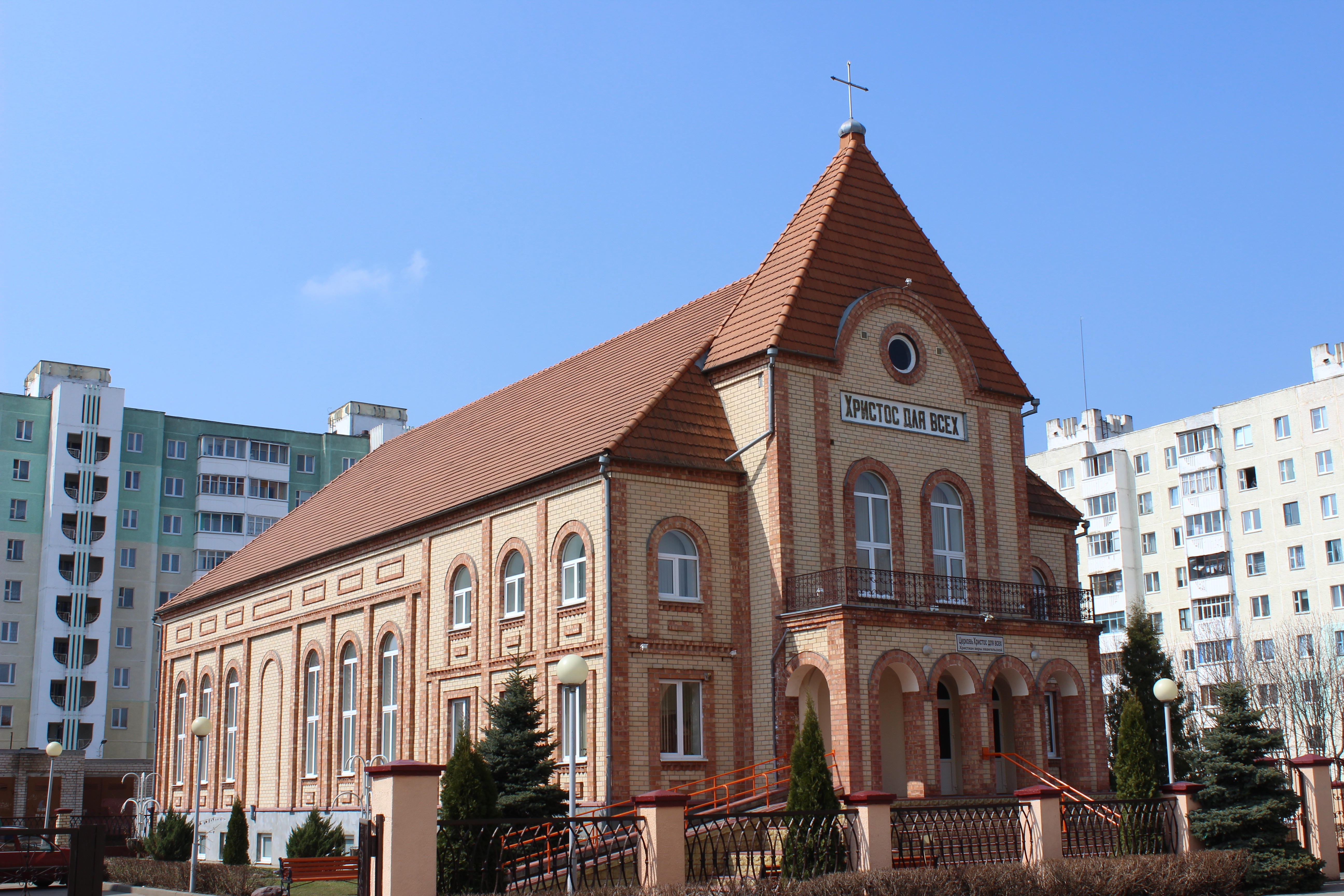
Солігорська церква євангелістів «Христос для всіх»
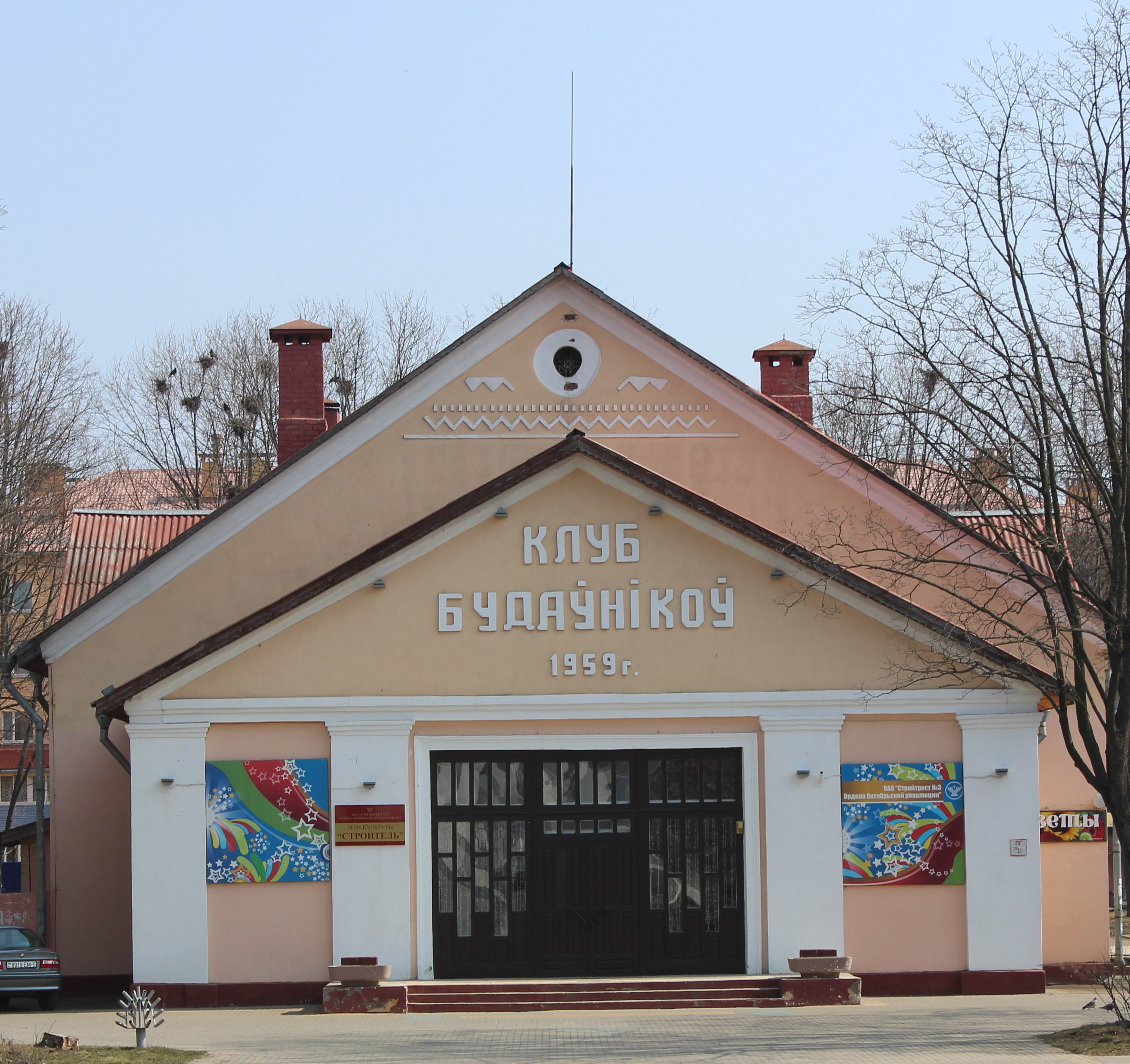
ДК Будівельників
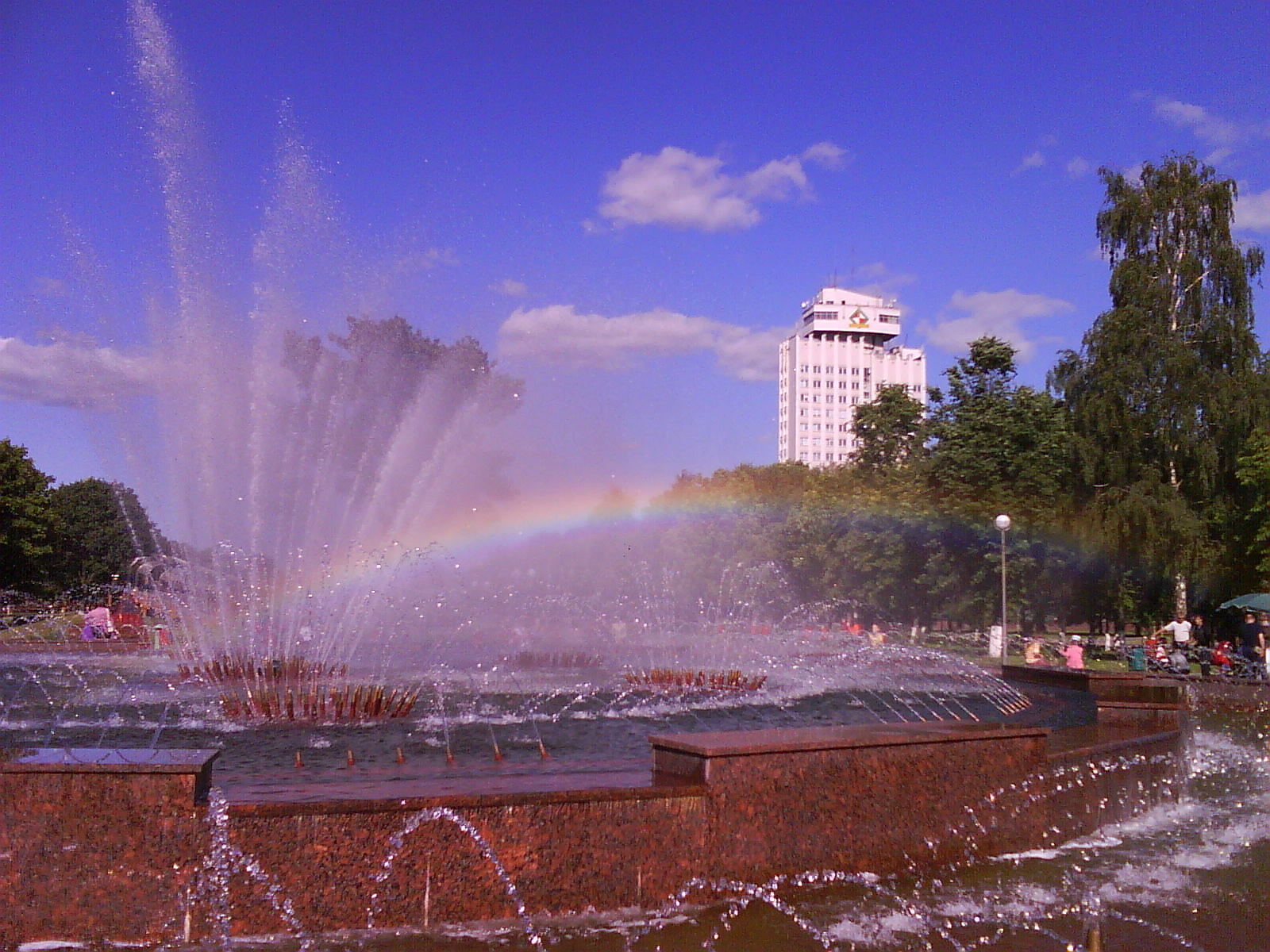
Фонтан у міському парку
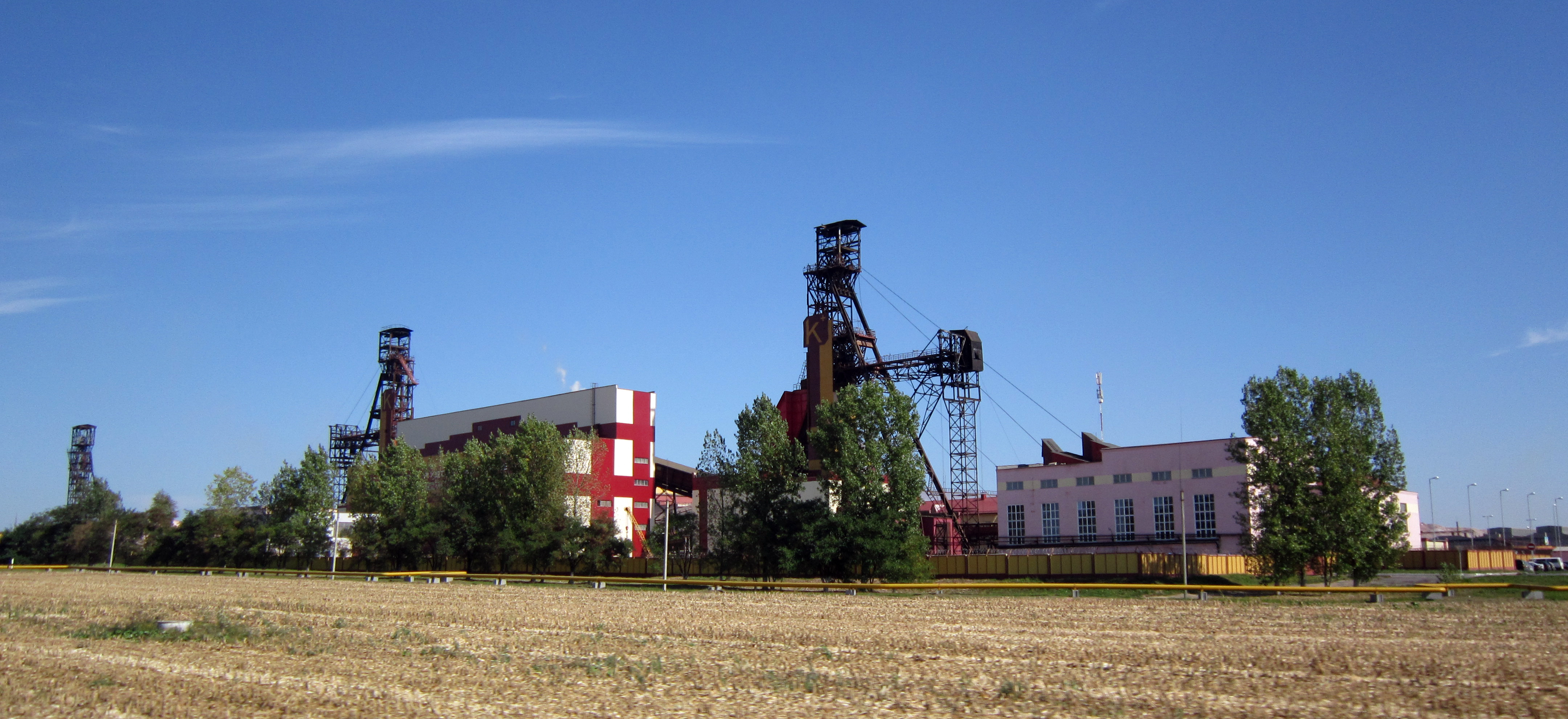
Друге рудоуправління «Білоруськалій»

## Відомі люди
- Купрідо Леонід В'ячеславович (нар. 1967 р.), телеведучий, сценарист, редактор Вищої ліги КВК, капітан збірної КВН БДУ
- Хведар Гуриновіч (нар. 14.09.1950), поет, журналіст
- Ширін Леонід Іванович (1930-1994), дитячий письменник, поет, критик
- Якубович Леонід Євгенович (1948-1970), поет
- Лявон Случанін (1914-1995), поет
- Маркевич Марина Анатоліївна (нар. 12 серпня 1986), білоруська борчиня вільного стилю, срібна призерка чемпіонату світу (2008)
- Ковальов Михайло Васильович (1925—2007), радянський та білоруський державний і партійний діяч
- Сержаніна Ірина Іванівна (1967-1993), білоруська художниця
- Оболенський Євген В’ячеславович (* 1973), білоруський політик

## Почесні громадяни[7]
- Ашейчік Микола Захарович
- Башура Андрій Миколайович
- Ванькевіч Геннадій Олександрович
- Вирич Леонтій Дмитрович (1951-2011)
- Волчок Федір Сергійович
- Герасимович Михайло Антонович (1926-2014)
- Гуринович Федір Федорович
- Дімчогло Алла Валентинівна
- Дурнов Михайло Павлович
- Забродська Броніслава Павлівна (1923-2002)
- Калугін Петро Олексійович
- Карпезо Олександр Михайлович
- Кирієнко Валерій Михайлович
- Клименко Олександр Тарасович
- Ковалевський Микола Володимирович
- Коноплицький Андрій Володимирович (1934-2000)
- Лаврукевіч Анна Миколаївна
- Леонович Адам Кузьмич
- Мисник Леонід Борисович
- Перекосов Павло Степанович (1923-2007)
- Савановіч Георгій Ігнатович (1939-2008)
- Санько Геннадій Антонович
- Соболевський Станіслав Володимирович
- Токарєва Ганна Степанівна (1926-2014)
- Чиж Розалія Юхимівна (1930-2007)

## Міста-побратими[8]
- Агарак
- Кохтла-Ярве
- Ла-Лувьер
- Маріямполе
- Алексин
- Березань
- Гольбек
- Чадир-Лунга
- Черняховськ
- Сяньнін
- Волотовський район (Новгородська область)
- Воскресенський район (Московська область)
- Лазаревський район (м. Сочі)
- Лефортово (район Москви)
- Подольський міський округ